# Potravnik
Potravnik, Travnik, u narodu još zvan Bićin grad i Kotromanić kula je ruševina utvrde srednjovjekovnog i ranonovovjekovnog grada, danas zaštićeno kulturno dobro.

## Opis dobra
Tvrđava je izgrađena u 14. st. na padinama planine Svilaje zapadno od sela Potravlja. Pripadala je cetinskom knezu Ivanu Nelipiću. Tvrđava trokutastog tlocrtnog oblika ima istaknutu branič-kulu i u unutrašnjosti ostatke manjih građevina. U podnožju kule sačuvani su ostatci ranije srednjovjekovne utvrde. Značajan je arheološki nalaz većeg broja srednjovjekovnih željeznih strelica za samostrel.
Nalazi se na 626 m nadmorske visine na 43° 46' 44,83" sjeverne zemljopisne širine i 16° 34' 15,09" istočne zemljopisne dužine, 15 km sjeverozapadno od Sinja, iznad sela Potravlja.
Najstariji joj je spomen iz 1371. godine. Vjerojatno je da je sagrađena istog stoljeća a da su ju dali sagraditi hrvatski plemići Nelipići.
Spominje se i 1433. godine. Selo ispod te tvrđave dobilo je ime Podtravnik odnosno danas u obliku Potravlje. Bila je dijelom malog obrambenog lanca utvrda na jugu Hrvatskog Kraljevstva, a uz Potravnik to su bile utvrda Prozor kod Vrhrike (Vrlike) i utvrda Glavaš (Dinarić) kod Kijeva.
U razdoblju turskih osvajanja hrvatskih krajeva, Potravnik je došao na udar osmanskih navala na Hrvatsko Kraljevstvo 1522. godine. Branitelji su se uspjeli obraniti. Osmanske su navale uspjele tek kad su onemogućili dotok vode braniteljima Hrvatskog Kraljevstva.
Krajem 17. st. Mletačka Republika istjerala je Osmanlije iz tih krajeva.

## Zaštita
Pod oznakom Z-2736 zavedena je pod vrstom "arheologija", pravna statusa zaštićena kulturnog dobra, klasificirano kao "kopnena arheološka zona/nalazište".

## Vanjske poveznice
- Potravlje u srcu Pogled s tvrđave Potravnik
- Panoramio  Arhivirana inačica izvorne stranice od 24. listopada 2016. (Wayback Machine) Fotografija tvrđave
- Panoramio  Arhivirana inačica izvorne stranice od 20. listopada 2016. (Wayback Machine) Selo podno Svilaje koje se nalazi na putu prema tvrđavi Travnik